# Alexander Akimowitsch Karaman

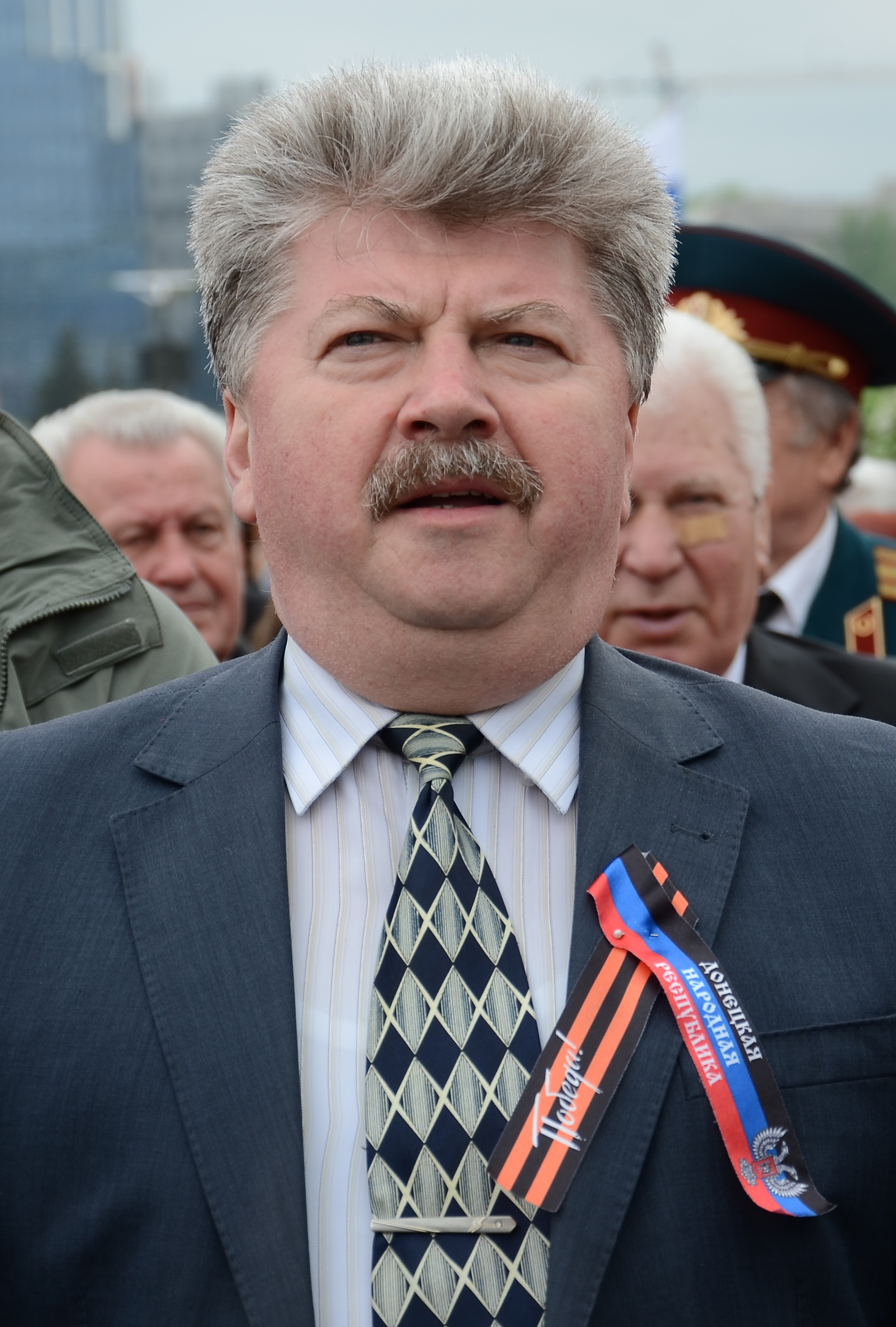
Karaman im Mai 2015

Alexander Akimowitsch Karaman (rumänisch Alexandru Akimovici Caraman, russisch Александр Акимович Караман, * 26. Juli 1956 in Tschobrutschi, Rajon Slobodseja, Moldauische SSR) ist ein transnistrischer Arzt und Politiker. Er war der erste Vizepräsident Transnistriens.

## Biografie
Er schloss im Jahr 1978 sein Studium an der Medizinischen Hochschule in Chișinău ab. Er arbeitete bis 1980 als Arzt im Praktikum in einem Krankenhaus in Chișinău. Bis 1982 arbeitete er als Pflegelehrer in Tiraspol. Im Jahr 1982 wurde er zum Delegierten des Rajon Slobodseja für den 17. Parteitag der KP der MSSR ernannt. Von 1982 bis 1985 diente er in der Sowjetarmee. Dabei arbeitete er unter anderem als Chirurg in einem Militärkrankenhaus in Abakan.
Karaman war als stellvertretender Vorsitzender des provisorischen Obersten Rates der Pridnestrowischen Moldauischen Republik an der Unabhängigkeitserklärung des Landes am 2. September 1990 beteiligt. Bei der Transnistrischen Präsidentschaftswahl 1991 wurde er zum Vizepräsidenten des Landes ernannt. Dieses Amt hatte er bis 2001 inne.
Am 22. März 2002 wurde Karaman per Dekret des transnistrischen Präsidenten zum prärogativen Botschafter Transnistriens für die Russische Föderation und die Republik Belarus ernannt.
Im Zuge der Krise in der Ukraine 2014 wurde Karaman am 16. August für eine kurze Zeit als Nachfolger von Kateryna Hubarjewa zum Minister für Auswärtige Angelegenheiten der selbsternannten Volksrepublik Donezk ernannt.
Am 30. Mai 2015 leitete die Staatsanwaltschaft der Volksrepublik Donezk ein Strafverfahren gegen Karaman wegen Menschenraub ein. Um dem zu entkommen, floh Karaman nach Russland, wo er seither am Institut für konstitutionelles und internationales Recht der Belgorod University of Cooperation, Economics and Law unterrichtet.
Wegen der russischen Annexion der Krim befindet sich Karaman seit September 2014 auf der Sanktionsliste der EU und Australiens. Die Schweiz sanktionierte ihn am 12. November 2014. Kanada sanktionierte ihn am 19. Dezember 2014. Die USA haben ihn im März 2015 ebenfalls auf ihre Sanktionsliste der Specially Designated Nationals and Blocked Persons gesetzt.